# رودلف غوندرسن
رودلف غوندرسن (بالنرويجية البوكمول: Rudolf Gundersen)‏ هو متزلج سريع نرويجي، ولد في 6 ديسمبر 1879 في أوسلو في النرويج، وتوفي في 21 أغسطس 1946.

## وصلات خارجية
- رودلف غوندرسن على موقع SpeedSkatingBase.eu (الإنجليزية)
- رودلف غوندرسن على موقع SpeedSkatingNews.info (الإنجليزية)
- رودلف غوندرسن على موقع SpeedSkatingStats.com (الإنجليزية)